# 7351 Yoshidamichi
A 7351 Yoshidamichi (ideiglenes jelöléssel 1993 XB1) a Naprendszer kisbolygóövében található aszteroida. Kobajasi Takao fedezte fel 1993. december 12-én.